# پودینگ هویج
پودینگ هویج غذایی سنتی در طیف گسترده‌ای از فرهنگ‌های سراسر جهان است. آن را می‌توان به عنوان پودینگ اومامی (همراه وعده غذای اصلی) یا دسری شیرین سرو کرد.
آلن دیویدسون نویسندهٔ» فرهنگ غذایی همراه آکسفورد» عقیده دارد، در اروپا برای درست کردن کیک‌های شیرین از هویج استفاده می‌کردند؛ و آنها جد کیک هویج هستند. به خاطر سهمیه‌بندی شدن شیرین‌کننده‌هادر انگلستاندر طول جنگ جهانی دوم پودینگ هویج به عنوان جایگزین ظاهر شد. بعدها کیک هویج به عنوان «غذای سالم» ظاهر شد.
یک دسر شیرین پودینگ وجود دارد که عمدتاً مربوط به ایالت پنجاب هندوستان است و با نام گاجرلای پنجاب، حلوای هویج، یا گاجر کا حلوه نامیده می‌شود. پودینگ هویج حداقل از قرن هیجدهم در ایرلند سرو می‌شده است. در ایالات متحده هم مدتها پیش از سال ۱۸۷۶ سرو می‌شد.